# Takahama, Fukui
Takahama (高浜町 Takahama-chō) là thị trấn thuộc huyện Ōi, tỉnh Fukui, Nhật Bản. Tính đến ngày 1 tháng 10 năm 2020, dân số ước tính thị trấn là 10.326 người và mật độ dân số là 140 người/km2. Tổng diện tích thị trấn là 72,40 km2.

## Địa lý

### Đô thị lân cận
- Fukui
  - Ōi
- Kyōto
  - Ayabe
  - Maizuru

## Giao thông

### Đường sắt
- JR West - Tuyến Obama
  - Wakasa-Wada, Wakasa-Takahama, Mitsumatsu, Aonogō

### Đường bộ
- Quốc lộ 27